# Bulbophyllum stelis
Bulbophyllum stelis là một loài phong lan thuộc chi Bulbophyllum.